# 依諾增爵十三世
諾森十三世（拉丁語：Innocentius PP. XIII；1655年5月13日—1724年3月7日）原名彌額爾-安傑洛·孔蒂（Michelangelo Conti），意大利人，1721年5月8日當選教宗，同年5月18日即位至1724年3月7日為止。

## 譯名列表
- 依諾增爵十三世：天主教香港教區禮儀委員會：禧年專頁 （页面存档备份，存于）作依諾增爵。
- 因諾森特十三世：《世界人名翻譯大辭典》1993年版作因諾森特。
- 英諾森十三世：《大英簡明百科知識庫》2005年版作英諾森[永久]。
- 諾森十三世：香港天主教教區檔案　歷任教宗作諾森。